# René-Charles Rey
Pour les articles homonymes, voir Rey.
Œuvres principales
- Collabo-song
- Blood-Sex
- Poupée tueuse
- Un détour par l'enfer
- L'Hiver en juillet/Le Baigneur

René-Charles Rey, né le 27 mars 1934 à Tunis, est un écrivain français, auteur de romans policiers, d'espionnage, de science-fiction et d'horreur, qu'il signe des pseudonymes d'Emmanuel Errer, Jean Mazarin et Charles Nécrorian. Il est également scénariste de séries télévisées policières.

## Biographie
René-Charles Rey quitte la Tunisie en 1961. Il est ensuite enseignant durant deux années, puis travaille pendant environ dix ans pour une entreprise de sondage. Au milieu des années 1970, il décide de vivre de sa plume. Il signe Emmanuel Errer des romans noirs d'espionnage et de politique-fiction, puis Jean Mazarin des romans policiers et de science-fiction, et Charles Nécrorian des romans d'horreur. Sous le pseudonyme de Jean Mazarin, il reçoit le grand prix de littérature policière 1983 pour Collabo-song. Pour le cinéma, il est chargé d'imaginer les scènes gore du film Les Prédateurs de la nuit de  Jesús Franco (1988). À la fin des années 1980, il devient scénariste de séries télévisées telles que Un privé au soleil, Navarro, Les Cordier, juge et flic ou Malone dont le troisième épisode reçoit le grand prix du Télépolar au festival de Cognac en 2004.

## Œuvres

### Sous le pseudonyme d’Emmanuel Errer
- Descente en torche (1974), Série noire no 1679 (Gallimard)
- La Came à nous autres (1974), Série noire no 1687 (série Escope Mazonetta) (Gallimard)
- Les Ombres de Judée (1975), Série noire no 1696 (Gallimard)
- Saint-Tropez Oil Company (1975), Série noire no 1701 (série Escope Mazonetta) (Gallimard)
- La Bombe et la Sagaie (1975), Série noire no 1708 (Gallimard)
- « La Nasse aux thons » (1975), dans Mystère magazine no 335 (nouvelle) ; réédition dans Tueurs légitimes (2019), Hors-séries no 64 (Rivière blanche)
- « Les Pépins dans l'orange » (1976), dans Mystère magazine no 339 (nouvelle) ; réédition dans Tueurs légitimes (2019), Hors-séries no 64 (Rivière blanche)
- L'Envol des corneilles (1976), Série noire no 1711 (série Escope Mazonetta) (Gallimard)
- La Fin de la piste (1977), Série noire no 1720 (Gallimard)
- « Genèse d'un caïd » (1977), dans Magazine du mystère no 2 (nouvelle) ; réédition dans Tueurs légitimes (2019), Hors-séries no 64 (Rivière blanche)
- Diagnostic réservé (1981), Engrenage no 27 (Jean-Goujon)
- Le Syndrome du P 38 (1983), Engrenage no 81 (Fleuve noir)
- Gangrène (1984), Série noire no 1978 (Gallimard)
- Un détour par l'enfer (1987), L’Instant noir no 13 (L'Instant)
- Dixie ou la Dernière chevauchée (1987) (Carrère)
- L’Hiver en juillet (1988) (Patrick Siry) ; réédition sous le titre Le Baigneur sous le pseudonyme de Jean Mazarin (1993), Angoisses no 5 (Fleuve noir) ; réédition sous le titre L'Hiver en juillet sous le pseudonyme de Jean Mazarin, dans La Mort en partage (2015), Blanche no 2128 (Rivière blanche)
- « Du côté de chez Bob » (1989), dans Sous la robe erre le noir (Le Mascaret) (nouvelle) ; réédition dans Tueurs légitimes (2019), Hors-séries no 64 (Rivière blanche)
- « Un héros de l'arc-en-ciel » (1990), dans Trains rouges (Julliard) (nouvelle) ; réédition dans Tueurs légitimes (2019), Hors-séries no 64 (Rivière blanche)
- « Di » (1991), dans Histoires de femmes fatales, Pocket no 3222 (Presses pocket) (nouvelle) ; réédition dans Tueurs légitimes (2019), Hors-séries no 64 (Rivière blanche)
- Le Cercle d'argent (1992), Crime Fleuve noir no 23 (Fleuve noir) ; réédition au format numérique (2014) (French Pulp éditions)
- « Descends à Babylone » (1999), dans Requiem pour un muckraker (Baleine) (nouvelle) ; réédition dans Tueurs légitimes (2019), Hors-séries no 64 (Rivière blanche)
- « Le Voyage extraordinaire » (2002), dans Noir Scénar, Le Grand cabinet noir (Les Belles Lettres) (nouvelle) ; réédition dans Tueurs légitimes (2019), Hors-séries no 64 (Rivière blanche)
- Odéon, dernière Station (2005), Noir urbain (Autrement)
- Tueurs légitimes (2019), Hors-séries no 64 (Rivière blanche) (réédition des nouvelles « Un héros de l'arc-en-ciel », « La Lampe d'Aladin », « Di », « La Nasse aux thons », « Descends à Babylone », « Les Pépins dans l'orange », « La Cour martiale », « Le Voyage extraordinaire », « La Poursuite », « Laure » [réédition revue et condensée du roman Collabo-song] , « Du côté de chez Bob » et « Genèse d'un caïd »)

### Sous le pseudonyme de Jean Mazarin
- Pas même un dieu (1976), Anticipation no 750 (Fleuve noir)
- La Morte du petit matin (1976), ), Spécial police no 1266 (série Lucien Poirel) (Fleuve noir) ; réédition au format numérique (2014) (French Pulp éditions)
- La Haine dans les veines (1976), Spécial police no 1278 (série Lucien Poirel) (Fleuve noir)
- Sondages sur la mort (1976), Spécial police no 1292 (série Lucien Poirel) (Fleuve noir)
- L'Assassin des petits Mickeys (1977), Spécial police no 1316 (série Lucien Poirel) (Fleuve noir)
- Les Flammèches du Diable (1977), Spécial police no 1328 (série Lucien Poirel) (Fleuve noir)
- Après toi, la révolution (1977), Espionnage no 1332 (série Julien Jendrejeski) (Fleuve noir)
- Le Général des galaxies (1977), Anticipation no 769 (Fleuve noir)
- Cadavre sur la chaîne (1977), Spécial police no 1365 (Fleuve noir)
- Du côté de Sarajevo (1977), Espionnage no 1375 (série Julien Jendrejeski) (Fleuve noir)
- Un fils pour la lignée (1977), Anticipation no 790 (Fleuve noir)
- Un monde de chiens (1977), Anticipation no 817 (Fleuve noir)
- Comptes en retour (1978), Spécial police no 1395 (série Lucien Poirel) (Fleuve noir)
- Au-delà des dunes (1978), Espionnage no 1412 (série Julien Jendrejeski) (Fleuve noir)
- Un crime au cœur (1978), Spécial police no 1426 (série Lucien Poirel) (Fleuve noir)
- L'Univers fêlé (1978), Anticipation no 865 (Fleuve noir)
- Safari-tueurs (1978), Espionnage no 1432 (Fleuve noir)
- HLM blue (1979), Spécial police no 1461 (Fleuve noir) ; réédition au format numérique (2014) (French Pulp éditions)
- Le Crépuscule de Saint-Tropez (1979), Spécial police no 1497 (Fleuve noir)
- Chante disco (1979), Spécial police no 1509 (Fleuve noir)
- Muerte (1979), Espionnage no 1497 (Fleuve noir)
- Libérez l'homme ! (1979), Anticipation no 902 (Fleuve noir)
- Les Cités d'apocalypse (1979), Anticipation no 940 (Fleuve noir)
- Code « Presidente » (1980), Espionnage no 1517 (Fleuve noir)
- Nucléo-party (1980), Espionnage no 1533 (Fleuve noir)
- Sanglantes Rotatives (1980), Spécial police no 1552 (série Max Bichon) (Fleuve noir)
- Chaudes les calanques ! (1980), Spécial police no 1563 (série Lucien Poirel) (Fleuve noir)
- La Course au bahut (1980), Spécial police no 1594 (série Max Bichon) (Fleuve noir)
- Greffe-moi l'amour ! (1980), Anticipation no 978 (Fleuve noir) ; réédition sous le titre Demain l'Enfer (2018), Blanche no 2162 (Rivière blanche)
- Vive les surhommes ! (1980), Anticipation no 1007 (Fleuve noir)
- « Secret d'état » (1980), dans  Fantascienza : regards sur le Fleuve no 2-3 (nouvelle)
- Un privé au soleil (1981), Spécial police no 1642 (série Frankie-Pat Puntacallo) (Fleuve noir)
- Tellement gris (1981), Spécial police no 1651 (Fleuve noir)
- Ormuz, c'est fini (1981), Spécial police no 1665 (série Frankie-Pat Puntacallo) (Fleuve noir)
- Adieu les vignes (1981), Spécial police no 1678 (série Frankie-Pat Puntacallo) (Fleuve noir)
- Avant-Poste (1981), Anticipation no 1090 (Fleuve noir)
- En une éternité... (1981), Anticipation no 1103 (Fleuve noir)
- Collabo-song (1981), Spécial police no 1701 (Fleuve noir) ; réédition (1998), Quatre-bis no 11 (Zulma) ; réédition au format numérique (2014) (French Pulp éditions) ; réédition revue et condensée sous le titre « Laure » (2019) dans Tueurs légitimes, Hors-séries no 64 (Rivière blanche)
- Halte aux crabes (1982), Spécial police no 1721 (série Max Bichon) (Fleuve noir)
- Une arnaque coloniale (1982), Spécial police no 1751 (Fleuve noir)
- Haute-Ville (1982), Anticipation no 1142 (Fleuve noir) ; réédition sous le titre Demain l'Enfer (2018), Blanche no 2162 (Rivière blanche)
- Nausicaa (1982), Anticipation no 1171 (Fleuve noir)
- « L'Amour au petit matin » (1982), dans 813 no 5 (nouvelle)
- Monaco, morne plaine (1983), Spécial police no 1754 (série Frankie-Pat Puntacallo) (Fleuve noir)
- Élections-Choc (1983), Espionnage no 1687 (série Julien Jendrejeski) (Fleuve noir)
- Basta CIA (1983), Spécial police no 1772 (série Frankie-Pat Puntacallo) (Fleuve noir)
- Catch à Cannes (1983), Spécial police no 1824 (série Frankie-Pat Puntacallo) (Fleuve noir)
- Un doigt de culture (1983), Spécial police no 1838 (série Frankie-Pat Puntacallo) (Fleuve noir)
- Les Prophètes de l'apocalypse (1983), Anticipation no 1218 (Fleuve noir)
- Un bonheur qui dérape (1983), Anticipation no 1248 (Fleuve noir)
- Carnage (1984), Spécial police no 1874 (Fleuve noir)
- Touchez pas la famille ! (1984), Spécial police no 1881 (série Frankie-Pat Puntacallo) (Fleuve noir)
- Camora mia (1984), Spécial police no 1913 (série Frankie-Pat Puntacallo) (Fleuve noir)
- Creuse ma taupe (1984), Engrenage no 106 (Fleuve noir)
- L'Histoire détournée (1984), Anticipation no 1270 (Fleuve noir)
- Patrouilles (1984), Anticipation no 1310 (Fleuve noir)
- Sus aux pointus (1985), Spécial police no 1982 (série Frankie-Pat Puntacallo) (Fleuve noir)
- L'Âge à rebours (1985), Anticipation no 1358 (Fleuve noir)
- Poupée tueuse (1985), Anticipation no 1386 (Fleuve noir) ; réédition revue et corrigée sous le titre Poupées (2014), Blanche no 2114 (Rivière blanche)
- « Une mémoire d'androïde » (1985), dans Le Vif magazine (nouvelle)
- Nocturne le jeudi (1986), Spécial police no 2013 (série Frankie-Pat Puntacallo) (Fleuve noir)
- Poupée cassée (1986), Anticipation no 1447 (Fleuve noir) ; réédition revue et corrigée sous le titre Poupées (2014), Blanche no 2114 (Rivière blanche)
- « Cambriole-Cabriole » (1986), dans Mystères 86 : les dernières nouvelles du crime, Le Livre de poche no 6166 (Librairie générale française) (nouvelle)
- « L'Intermédiaire » (1986), dans Mystères 86 : les dernières nouvelles du crime, Le Livre de poche no 6166 (Librairie générale française) (nouvelle)
- Canal septante (1987), Spécial police no 2069 (série Frankie-Pat Puntacallo) (Fleuve noir)
- Résurgence (1987), Spécial police no 2072 (Fleuve noir)
- Le Baigneur (1993), Angoisses no 5 (Fleuve noir)
- « Elle » (2004), dans Le Dernier homme (Les Belles Lettres) (nouvelle)
- Il va neiger sur Venise (2011) (Nuits blanches)
- Poupées (2014), Blanche no 2114 (Rivière blanche) ; réédition revue et corrigée de Poupée tueuse et Poupée cassée
- Zazou (2015), [39-45] (L'Atelier Mosésu)
- Handshar (2016), [39-45] (L'Atelier Mosésu)
- Demain l'Enfer (2018), Blanche no 2162 (Rivière blanche) ; réédition de Greffe-moi l'amour ! et Haute-Ville

### Sous le pseudonyme  de Charles Nécrorian
Le prénom Charles ne figure que sur Blood-Sex et « Les Immortels ».
- Blood-Sex (1985), Gore no 5 (Fleuve noir) ; réédition au format numérique (2014) (French Pulp éditions)
- Impacts (1986), Gore no 30 (Fleuve noir) ; réédition au format numérique (2014) (French Pulp éditions)
- Skin Killer (1987), Gore no 56 (Fleuve noir) ; réédition au format numérique (2014) (French Pulp éditions)
- Inquisition (1988), Gore no 63 (Fleuve noir)
- « Rêves de sang », dans Le Bel effet Gore : autopsie d'une collection de Jean-Philippe Mochon (1988), Gore hors série (Fleuve noir) (nouvelle)
- Blood-Sex no 2 (1989), Gore no 91 (Fleuve noir) ; réédition au format numérique (2014) (French Pulp éditions)
- Plaques chauffantes (2012), Noire no 45 (Rivière blanche)
- « Préface cinématographique de Nécrorian », dans Gore : dissection d'une collection de David Didelot (dir.) (2014) (Artus films)
- Djinns, dans La Mort en partage (2015), Blanche no 2128 (Rivière blanche)
- « Les Immortels », dans Dimension Trash d'Artikel Unbekannt et Julien Heylbroeck (dir.) (2015), Fusée no 41 (Rivière blanche) (nouvelle)

## Prix
- Grand prix de littérature policière 1983 pour Collabo Song[4]